# Vitantonio Liuzzi
Vitantonio Liuzzi (Locorotondo, Italia; 6 de agosto de 1980) es un expiloto de automovilismo italiano. Disputó 80 Grandes Premios de Fórmula 1, obteniendo como mejores resultados un sexto lugar en el Gran Premio de Corea del Sur de 2010  y el 15.º puesto de campeonato en 2010 con el equipo Force India.

## Carrera deportiva

### Inicios
Su carrera comienza en el año 1991, cuando se subió por primera vez en un kart de competición. En 1993 gana su primer campeonato de karting en Italia en la clase 60cc. En 1996 fue campeón italiano de 100cc. El piloto disputó la Fórmula A en 1999, resultando tercero en el campeonato europeo y campeón de la Copa Mundial. EN 2000 resultó tercero en el Campeonato Mundial de Fórmula C, y en 2001 fue campeón mundial del Campeonato Mundial.
Como curiosidad, queda apuntar que consiguió ganar al siete veces campeón del mundo de F1, Michael Schumacher, en una carrera de karts.
Liuzzi comenzó a competir en monoplazas en 2001, al obtener el segundo puesto de campeonato en la Fórmula Renault 2000 Alemana. En 2002 resultó noevno en la Fórmula 3 Alemana, obteniendo tres podios.
En el año 2003 dio el salto a la antesala de la Fórmula 1, la Fórmula 3000 Internacional, con el Equipo Júnior de Red Bull. Obtuvo un segundo lugar, un tercero y cinco ccuartos en diez carreras, por lo que alcanzó la cuarta colocación final.
En el año 2004 pasó a competir con Arden. Logró nueve pole psoitions en diez carreras, siete victorias y dos segundos puestos. Así, superó por amplio margen a Enrico Toccacelo, Robert Doornbos y Tomáš Enge, convirtiéndose en el último campeón de la Fórmula 3000.

### Fórmula 1

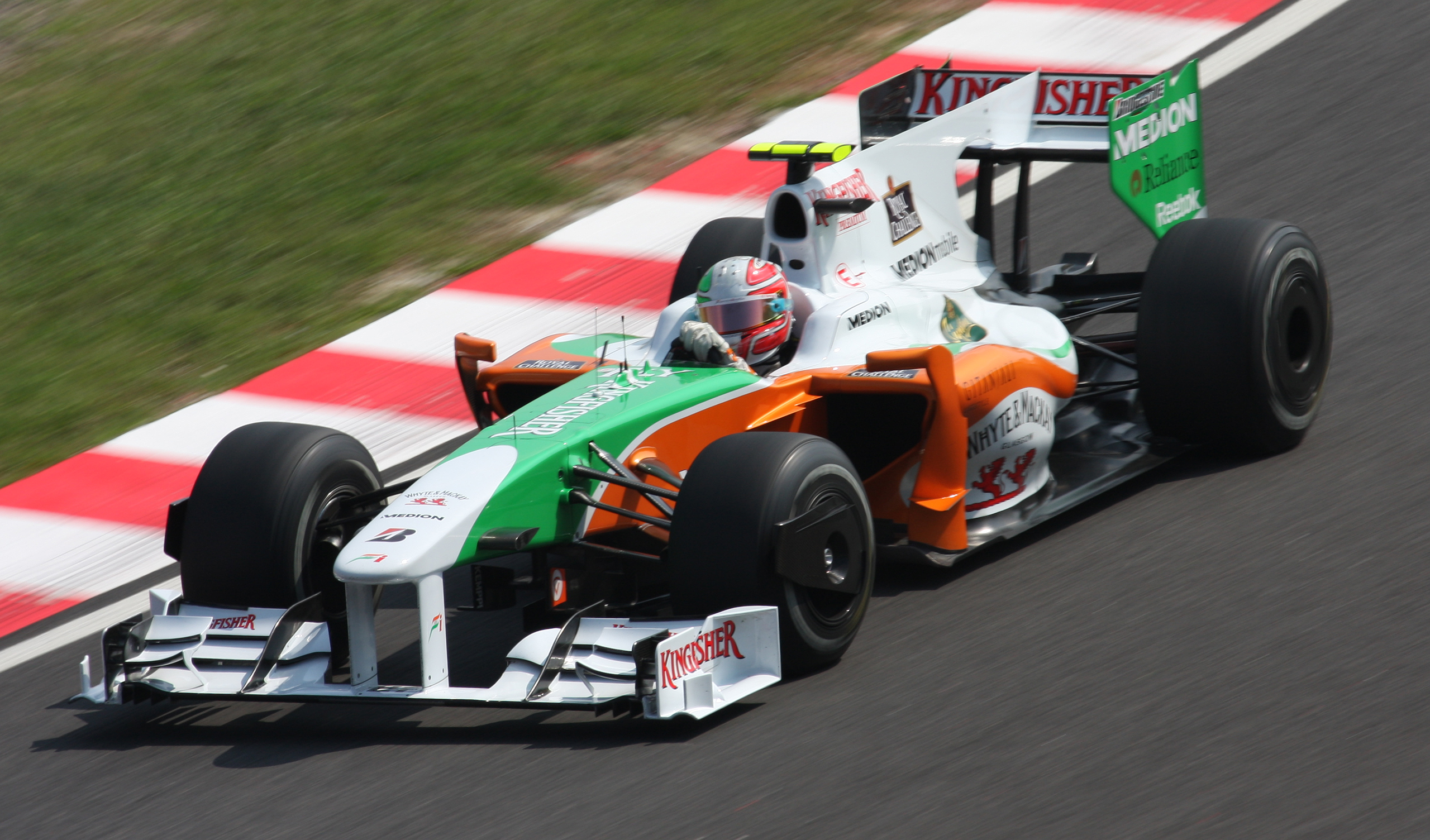
Liuzzi pilotando el Force India.

A mediados de 2004, cuando triunfaba en la Fórmula 3000, Vitantonio fue relacionado con Ferrari. Hizo un test con Sauber, pero el equipo suizo optó por contratar a Jacques Villeneuve. Finalmente, el piloto italiano se incorporó a Red Bull Racing como piloto de pruebas.
En el 2005, Liuzzi compartió el segundo coche con Klien en Red Bull Racing. Disputó cuatro carreras, en los que logra un punto (fue 8.º en Imola). 
En el 2006 pasa ser piloto titular de Toro Rosso, donde logra otro punto (el primero para la escudería) al finalizar 8.º en Indianápolis. En 2007 también corre en el equipo italiano, mejorando sus registros hasta lograr 3 puntos, todos ellos obtenidos en el GP de China. 
A finales del año 2007, Tonio deja Toro Rosso, pasando a realizar los tests para intentar conseguir un volante en la nueva escudería Force India. Finalmente, son elegidos Giancarlo Fisichella y Adrian Sutil, quedando Liuzzi como piloto probador para la temporada 2008.
Tras el traspaso de Giancarlo Fisichella a la Scuderia Ferrari, el 3 de septiembre de 2009, Liuzzi es confirmado como piloto oficial de Force India para el resto del año el 7 de septiembre de 2009. En su primera carrera con Force India, Liuzzi consigue la 7.ª posición en la parrilla de salida. Su compañero Sutil consigue la 2.ª y hacen historia para el equipo, siendo la primera vez que los dos pilotos del equipo se meten en la Q3. Durante la carrera, consigue mantener un buen ritmo que le permite conservar la sexta posición por delante de Fernando Alonso, pero un problema en la transmisión le obliga a retirarse de la carrera. En las siguientes carreras, Liuzzi está en circuitos exigentes y menos favorables a su Force India, en los que el piloto italiano completa flojas actuaciones, en Singapur y Japón acaba en ambas 14.º, en Brasil termina 11.º y en Abu Dhabi termina 15.º, cerrando la temporada -aunque incompleta- sin puntuar por primera vez. 
Tras ser renovado como segundo piloto de Force India para 2010, en su primera carrera (Baréin) Tonio consigue anotarse 2 puntos, terminando 9.º. En Melbourne, el italiano mejora y consigue un gran séptimo puesto. Sin embargo, a partir de ahí su rendimiento disminuye y los rumores ponen en duda su futuro en el equipo. Finalmente, consigue puntuar en cuatro pruebas más, pero la comparación con su compañero es muy pobre y pierde su asiento en favor de Paul di Resta.
Sin embargo, el 9 de marzo, el equipo Hispania confirmaba su fichaje como piloto del equipo. Liuzzi consiguió el mejor resultado de la historia de la escudería española tras finalizar 13.º en el Gran Premio de Canadá de 2011, ayudando a su equipo a terminar el campeonato por delante de Virgin Racing. Sin embargo, fue reemplazado por Pedro Martínez de la Rosa; aunque Vitantonio siguió vinculado al equipo con un rol indeterminado.

### Luego de la Fórmula 1
En 2012, Liuzzi pasó a disputar la Superstars Series, el principal campeonato de turismos de Italia, con un Mercedes-Benz Clase C del equipo CAAL, donde su participación fue muy destacada. Logró subir 8 veces al podio, dos de ellas en primera posición, y terminó como subcampeón del certamen a sólo 4 puntos por detrás de Johan Kristoffersson. Por otra parte, disputó parte del Campeonato Mundial de Resistencia (WEC) en la clase LMP2 con un Lotus oficial. Obtuvo un cuarto puesto en Baréin y un quinto en Fuji, acompañado de James Rossiter y el amateur Kevin Weeda.

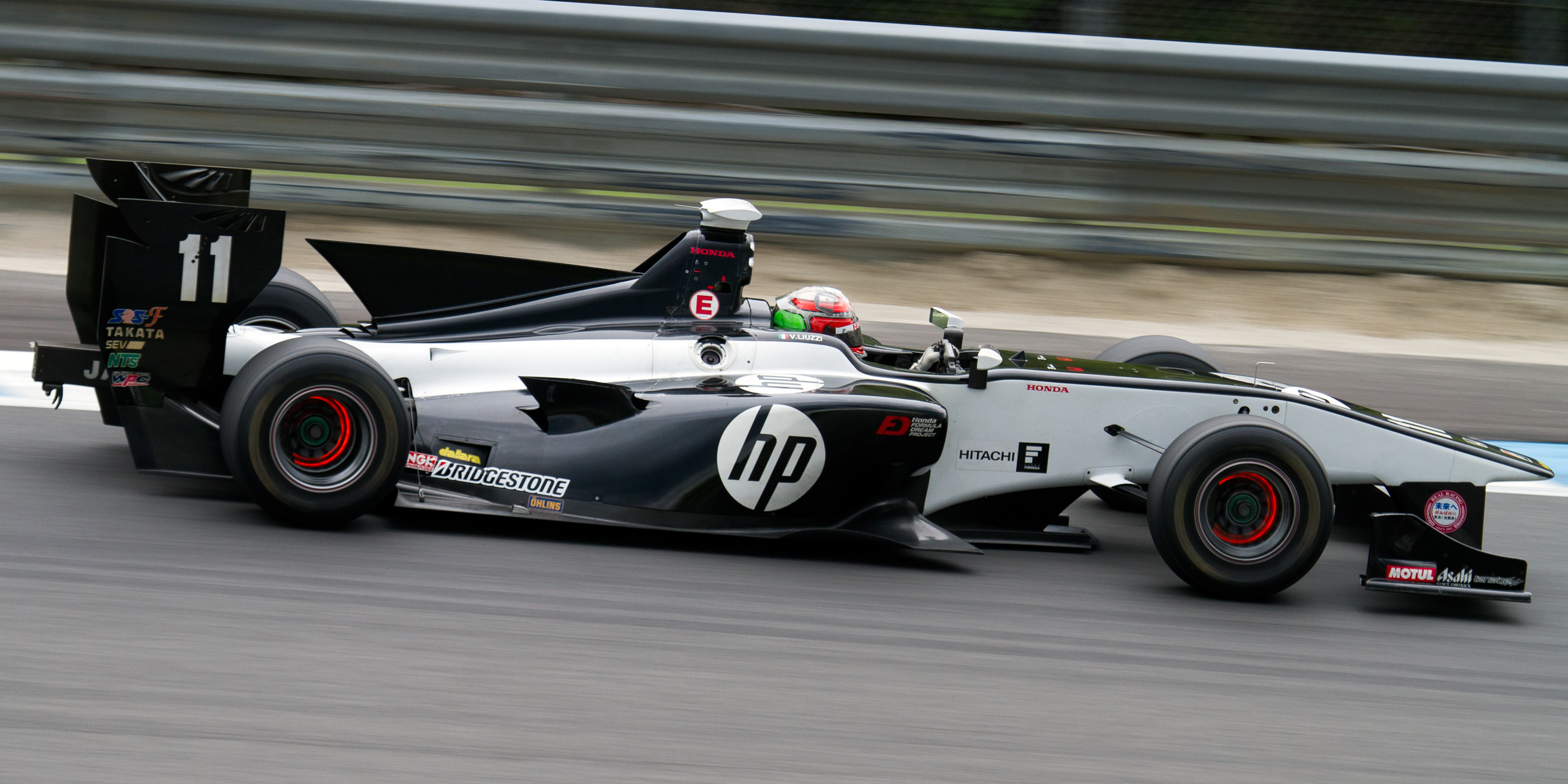
Vitantonio Liuzzi compitiendo en Super Fórmula.

En 2013, siguió corriendo con Mercedes-Benz en la Superstars pero en el equipo Romeo Ferraris. Logró tres triunfos, cinco segundos puestos y 13 top 5 en 18 carreras, quedando tercero en el campeonato internacional por detrás de Gianni Morbidelli y Giovanni Berton, y subcampeón italiano. También participó en el Campeonato Mundial de Resistencia nuevamente con Lotus.
Tras un año en Japón, donde compitió en los dos campeonatos más importantes, el Super GT y la Super Fórmula, Liuzzi participó en 2015 en la GT Asia Series con un McLaren 650S GT3 del equipo FFF Racing Team by ACM y en carreras puntuales del WEC con ByKolles y de Fórmula E con Trulli GP. El italiano iba a continuar al año siguiente con dicho equipo en Fórmula E, pero el proyecto fue finalmente cancelado.
En 2017, participó junto a FFF Racing Team by ACM en el International GT Open, con un Lamborghini Huracán GT3 de la clase Pro-Am. Tras esto, dejó de competir.

## Resultados

### Fórmula 3000 Internacional
(Clave) (negrita indica pole position) (cursiva indica vuelta rápida)

| Año      | Escudería                  | 1     | 2       | 3     | 4       | 5     | 6     | 7     | 8     | 9     | 10    | Pos. | Puntos |
| -------- | -------------------------- | ----- | ------- | ----- | ------- | ----- | ----- | ----- | ----- | ----- | ----- | ---- | ------ |
| 2003     | Red Bull Junior Team F3000 | IMO 4 | CAT Ret | A1R 4 | MON Ret | NÜR 2 | MAG 4 | SIL 3 | HOC 4 | HUN 9 | MNZ 4 | 4.º  | 39     |
| 2004     | Arden International        | IMO 1 | CAT 1   | MON 1 | NÜR 11  | MAG 1 | SIL 1 | HOC 1 | HUN 2 | SPA 2 | MNZ 1 | 1.º  | 86     |
| Fuentes: |                            |       |         |       |         |       |       |       |       |       |       |      |        |

### Fórmula 1
(Clave) (negrita indica pole position) (cursiva indica vuelta rápida)

| Año     | Escudería               | 1       | 2       | 3       | 4       | 5       | 6       | 7      | 8       | 9      | 10      | 11      | 12     | 13      | 14      | 15      | 16      | 17     | 18      | 19      | Pos. | Puntos |
| ------- | ----------------------- | ------- | ------- | ------- | ------- | ------- | ------- | ------ | ------- | ------ | ------- | ------- | ------ | ------- | ------- | ------- | ------- | ------ | ------- | ------- | ---- | ------ |
| 2005    | Red Bull Racing         | AUS TD  | MYS TD  | BHR TD  | SMR 8   | ESP Ret | MON Ret | EUR 9  | CAN     | USA    | FRA TD  | GBR TD  | GER TD | HUN TD  | TUR TD  | ITA TD  | BEL TD  | BRA TD | JPN TD  | CHN TD  | 24.º | 1      |
| 2006    | Scuderia Toro Rosso     | BHR 11  | MYS 11  | AUS Ret | SMR 14  | EUR Ret | ESP 15  | MON 10 | GBR 13  | CAN 13 | USA 8   | FRA 13  | GER 10 | HUN Ret | TUR Ret | ITA 14  | CHN 10  | JPN 14 | BRA 13  |         | 19.º | 1      |
| 2007    | Scuderia Toro Rosso     | AUS 14  | MYS 17  | BHR Ret | ESP Ret | MON Ret | CAN Ret | USA 17 | FRA Ret | GBR 16 | EUR Ret | HUN Ret | TUR 15 | ITA 17  | BEL 12  | JPN 9   | CHN 6   | BRA 13 |         |         | 18.º | 3      |
| 2009    | Force India F1 Team     | AUS     | MYS     | CHN     | BHR     | ESP     | MON     | TUR    | GBR     | GER    | HUN     | EUR     | BEL    | ITA Ret | SIN 14  | JPN 14  | BRA 11  | ABU 15 |         |         | 22.º | 0      |
| 2010    | Force India F1 Team     | BHR 9   | AUS 7   | MYS Ret | CHN Ret | ESP 15  | MON 9   | TUR 13 | CAN 9   | EUR 16 | GBR 11  | GER 16  | HUN 13 | BEL 10  | ITA 12  | SIN Ret | JPN Ret | RCO 6  | BRA Ret | ABU Ret | 15.º | 21     |
| 2011    | Hispania Racing F1 Team | AUS DNQ | MYS Ret | CHN 22  | TUR 22  | ESP Ret | MON 16  | CAN 13 | EUR 23  | GBR 18 |         |         |        |         |         |         |         |        |         |         | 23.º | 0      |
| 2011    | HRT Formula 1 Team      |         |         |         |         |         |         |        |         |        | GER Ret | HUN 20  | BEL 19 | ITA Ret | SIN 20  | JPN 23  | RCO 21  | IND    | ABU 20  | BRA Ret | 23.º | 0      |
| Fuente: |                         |         |         |         |         |         |         |        |         |        |         |         |        |         |         |         |         |        |         |         |      |        |

### Campeonato Mundial de Resistencia de la FIA
(Clave) (negrita indica pole position) (cursiva indica vuelta rápida)

| Año  | Escudería     | Clase | Automóvil                | 1   | 2   | 3   | 4   | 5   | 6   | 7   | 8   | Pos. | Puntos | Ref.   |
| ---- | ------------- | ----- | ------------------------ | --- | --- | --- | --- | --- | --- | --- | --- | ---- | ------ | ------ |
| 2012 | Lotus         | LMP2  | Lola B12/80-Lotus (Judd) | SEB | SPA | LMS | SIL | SÃO | BHR | FUJ | SHA | 59.º | 3      | [ 25 ] |
| 2012 | Lotus         | LMP2  | Lola B12/80-Lotus (Judd) |     |     |     | Ret | 13  | 9   | 12  |     | 59.º | 3      | [ 25 ] |
| 2013 | Lotus         | LMP2  | Lotus T128-Praga Judd    | SIL | SPA | LMS | SÃO | COA | FUJ | SHA | BHR | 25.º | 8      | [ 26 ] |
| 2013 | Lotus         | LMP2  | Lotus T128-Praga Judd    | Ret | 6   |     |     |     | 10  | Ret | Ret | 25.º | 8      | [ 26 ] |
| 2015 | Team ByKolles | LMP1  | CLM P1/01-AER            | SIL | SPA | LMS | NÜR | COA | FUJ | SHA | BHR | NC   | 0      | [ 27 ] |
| 2015 | Team ByKolles | LMP1  | CLM P1/01-AER            | Ret | Ret |     |     |     |     |     |     | NC   | 0      | [ 27 ] |

### Citas
1. ↑  «Vitantonio Liuzzi». Formula 1 News (en inglés). Consultado el 23 de agosto de 2024.
2. ↑  «Calcolo Codice Fiscale - Liuzzi Vitantonio». Calcolo Codice Fiscale (en italiano). Consultado el 23 de agosto de 2024.
3. ↑  «Vitantonio Liuzzi». F1DB (en inglés). Archivado desde el original el 10 de octubre de 2007. Consultado el 23 de agosto de 2024.
4. ↑  «Liuzzi vence en de la F-3000» (PDF). Mundo Deportivo: 55. 29 de agosto de 2004.
5. ↑  «Ferrari quiere a Liuzzi». Los Andes. 29 de julio de 2004. Archivado desde el original el 4 de marzo de 2016. Consultado el 7 de agosto de 2014.
6. ↑  «Liuzzi given Sauber chance». BBC Sport (en inglés). BBC. 2 de septiembre de 2004.
7. ↑  Serra, Josep M. (6 de enero de 2005). «Red Bull piensa rotar a sus tres pilotos en el próximo Mundial» (PDF). Mundo Deportivo: 50.
8. ↑  «Toro Rosso confirm Liuzzi and Speed». Fórmula 1 (en inglés). 6 de diciembre de 2005.
9. ↑  «Las notas de AS». AS. 3 de julio de 2006.
10. ↑  «Vitantonio Liuzzi será piloto titular del equipo Toro Rosso». Marca. 13 de febrero de 2007.
11. ↑  Elizalde, Pablo (13 de agosto de 2007). «Liuzzi aiming to stay in F1 in 2008». Autosport (en inglés). Haymarket Group.
12. ↑  «Force India confirma a Fisichella y Sutil como titulares». Marca. 10 de enero de 2008. «el piloto de pruebas será el también italiano Vitantonio Liuzzi».
13. ↑  «Liuzzi steps up to race for Force India». Fórmula 1 (en inglés). 7 de septiembre de 2009.
14. ↑  «Force India confirma a Sutil y a Liuzzi». gpupdate.net. GPUpdate. 27 de noviembre de 2009.
15. ↑  «La complicada situación de Liuzzi». Motor 21. 24 de febrero de 2011. Archivado desde el original el 17 de octubre de 2013. Consultado el 13 de septiembre de 2012.
16. ↑  Payá, Rafa (10 de marzo de 2011). «Liuzzi es el nuevo piloto de Hispania». AS.
17. ↑  Franco, Manuel (28 de noviembre de 2011). «HRT terminó por delante de Virgin en el Mundial». AS.
18. ↑  Mancebo, Adrián (21 de febrero de 2012). «Vitantonio Liuzzi continúa ligado a HRT». Grand Prix Actual. Archivado desde el original el 16 de agosto de 2012. Consultado el 7 de marzo de 2012.
19. 1 2  «Driver: Vitantonio Liuzzi | Driver Database». www.driverdb.com. Consultado el 23 de agosto de 2024.
20. ↑  Sancho, Fernando (25 de agosto de 2015). «Liuzzi y Durán, pilotos de Trulli Fórmula E Team». Motor.es. Consultado el 23 de agosto de 2024.
21. ↑  «EL EQUIPO TRULLI SE RETIRA DE LA FÓRMULA E». Motorsport.com. Consultado el 23 de agosto de 2024.
22. ↑  «2003 FIA International F3000 Championship | Motor Sport Magazine Database». Motor Sport Magazine (en inglés). Consultado el 3 de mayo de 2020.
23. ↑  «2004 FIA International F3000 Championship | Motor Sport Magazine Database». Motor Sport Magazine (en inglés). Consultado el 3 de mayo de 2020.
24. ↑  «Vitantonio LIUZZI • STATS F1». STATS F1. Consultado el 5 de septiembre de 2023.
25. ↑  «Season 2012 results - FIA World Endurance Drivers' Championship». Campeonato Mundial de Resistencia de la FIA. Consultado el 5 de mayo de 2019.
26. ↑  «Season 2013 results - FIA Endurance Trophy for LMP2 Drivers». Campeonato Mundial de Resistencia de la FIA. Consultado el 5 de mayo de 2019.
27. ↑  «Season 2015 results - FIA World Endurance Drivers' Championship». Campeonato Mundial de Resistencia de la FIA. Consultado el 5 de mayo de 2019.